# Campbell megye (Wyoming)
Campbell megye az Amerikai Egyesült Államokban, azon belül Wyoming államban található. Megyeszékhelye és legnagyobb városa Gillette. Lakosainak száma 47 026 fő (2020. április 1.). Campbell megye Sheridan, Johnson, Converse, Weston, Crook és Powder River megyékkel határos.

## Népesség
A megye népességének változása:
| Lakosok száma | 46 224 | 46 575 | 47 882 | 48 176 | 49 220 | 47 026 |
|               | 2010   | 2011   | 2012   | 2013   | 2015   | 2020   |